# Lokiceratops
Lokiceratops är ett utdött släkte av ceratopsider som levde under kritaperioden för 78 miljoner år sedan.
Dess namn betyder "Lokes ödla", efter asaguden Loke från nordiska mytologin. Den upptäcktes i Montana 2019, och namngavs 2024. Den var 6 meter-lång och vägde 5 ton, och hade horn på nackkragen som var nedåtböjda. Den tillhörde gruppen centrosauriner, och var den största inom det gruppen. Information om släktet publicerades den 20 juni 2024 av David Hone och Joseph Sertich. Många paleontologer är inte eniga om att Lokiceratops är ett eget släkte, medan många andra paleontologer är övertygade baserad på Davids och Josephs rapporter. Joseph jämförde Lokiceratops med Medusaceratops för att visa att det är ett eget släkte. Han påpekade att skillnaderna mellan det två släktena är att Medusaceratops hade en noshorn, medan Lokiceratops hade ingen, och hornen på dess nackkrage var formade på ett annat sätt. Fossil från Lokiceratops är bevarade på The Museum of Evolution i Knuthenborgs Safaripark i Danmark.   